# Alone Again Or
Alone Again Or — пісня гурту Love, випущена 1967 року в альбомі Forever Changes, а також як сингл.
Потрапила до списку 500 найкращих пісень усіх часів за версією журналу Rolling Stone.